# Protokół montrealski
Protokół montrealski, pełna nazwa Protokół montrealski w sprawie substancji zubożających warstwę ozonową – międzynarodowe porozumienie dotyczące przeciwdziałania dziurze ozonowej podpisane w Montrealu 16 września 1987.
Między rokiem 1987 a 2000 protokół montrealski był stopniowo wzmacniany, głównie podczas spotkań w Londynie (1990), Kopenhadze (1992), Wiedniu (1995) oraz Montrealu (1997). Poprawka z 1990 z Londynu zobowiązała państwa rozwinięte do wyeliminowania do roku 2000 rozszerzonej palety ODS (w tym halonów, chloroformu metylowego, tetrachlorku węgla oraz wydłużonej listy 15 CFC). Państwa rozwijające się zostały zobowiązane do wyeliminowania ODS do 2010, przy czym miały znaleźć wsparcie w stworzonym specjalnie w tym celu Funduszu Wielostronnym (Multilateral Fund, MLF). W 1992 daty eliminacji dla krajów rozwiniętych zostały przesunięte na 1995; osiągnięto też porozumienie co do nowych środków, które miały zostać podjęte w celu usunięcia HCFC – które wprowadzono jako mniej groźne substytuty CFC – oraz zamrożenia użycia bromku metylowego. W 1995 państwa rozwijające się również przyjęły pewne obostrzenia dotyczące HCFC oraz bromku metylowego. W 1997 jeszcze większa liczba substancji niszczących warstwę ozonową została wpisana na listę zakazanych chemikaliów. Zgodzono się także na bardziej surowe limity użycia bromku metylowego oraz HCFC. Do 1999 stosowanie 95 substancji zagrażających warstwie ozonowej było regulowane przez protokół, a zużycie CFC zostało zredukowane z 1,1 mln ton w 1985 do mniej niż 150 tys. ton rocznie. Protokół montrealski stał się porozumieniem globalnym: przystąpiło do niego ponad 160 państw.